# Филипстал (Вера)
Филипстал (њем. Philippsthal) општина је у њемачкој савезној држави Хесен. Једно је од 20 општинских средишта округа Херсфелд-Ротенбург. Према процјени из 2010. у општини је живјело 4.325 становника. Посједује регионалну шифру (AGS) 6632016.

## Географски и демографски подаци
Филипстал се налази у савезној држави Хесен у округу Херсфелд-Ротенбург. Општина се налази на надморској висини од 230 метара. Површина општине износи 21,3 km². У самом мјесту је, према процјени из 2010. године, живјело 4.325 становника. Просјечна густина становништва износи 203 становника/km².

## Међународна сарадња
| Мјесто | Држава    | Врста сарадње | Од    |
| ------ | --------- | ------------- | ----- |
|        | Француска | партнерство   | 1974. |
| Извор  |           |               |       |